# Caleidoscopio

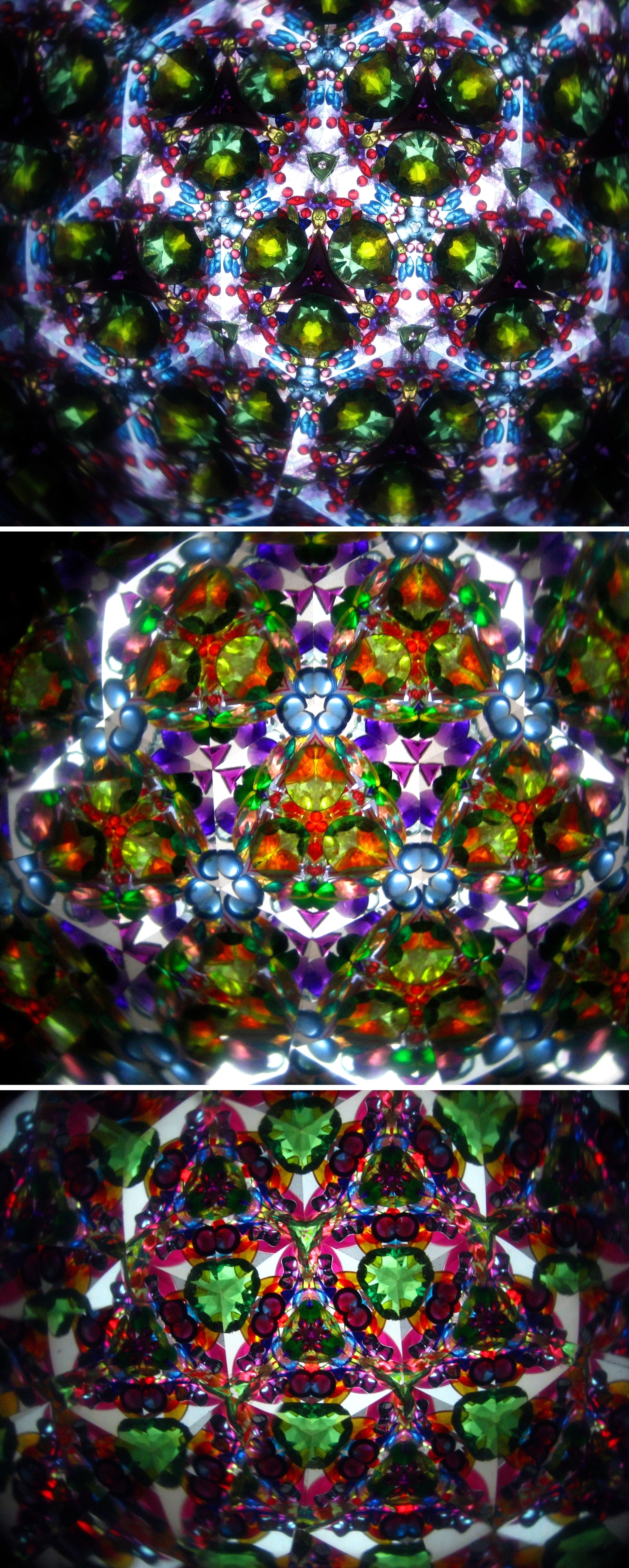
Immagini prodotta da un caleidoscopio a tre specchi

Il caleidoscopio (dal greco καλός kalós "bello", εἶδος eîdos "figura, forma, immagine" e σκοπέω skopéō "osservo") è uno strumento ottico che si serve di specchi e frammenti di vetro o plastica colorati per creare una molteplicità di strutture simmetriche.
Il più rudimentale caleidoscopio conosciuto è formato da un semplice tubo di cartone rivestito internamente di almeno due specchi (montati solitamente fra loro in modo da formare angoli di 60°); nella parte anteriore, separati dal corpo centrale da un vetro rotondo trasparente, sono inseriti dei frammenti colorati di varie forme e colori. Un vetro smerigliato chiude il tubo all'estremità.
Appoggiando l'occhio ad un'estremità (come guardando in un cannocchiale) e ruotando l'intero strumento, o la parte terminale mobile (nei modelli più complessi), è possibile vedere delle figure geometriche simmetriche colorate, generatesi dall'unione dell'immagine diretta dei frammenti e di quelle create dalle riflessioni negli specchi; continuando a ruotare il caleidoscopio stesso, le figure mutano e cambiano colore e forma, senza mai ripetersi.

## Funzionamento
Nel caso di caleidoscopi formati da due specchi, la forma dell'immagine risultante all'occhio dell'osservatore ricorda un fiore a sei petali; di questi sei settori uno è generato dall'immagine diretta dei frammenti di vetro mentre gli altri cinque sono le immagini riflesse. Se gli specchi sono tre, le immagini sono molte di più; il loro numero dipende dal numero di riflessioni multiple che si hanno lungo gli specchi. Ciò dipende non solo dalla lunghezza del tubo ma anche dalla qualità delle superfici; se gli specchi non sono di ottima fattura, saranno visibili solamente le riflessioni principali.

## Varianti
Oltre al caleidoscopio classico, sopra menzionato, vi sono altri accorgimenti e varianti ideati per rendere le immagini ancora più insolite:
- I frammenti di vetro possono venire immersi in olio, variando il modo in cui le forme mutano e si muovono;

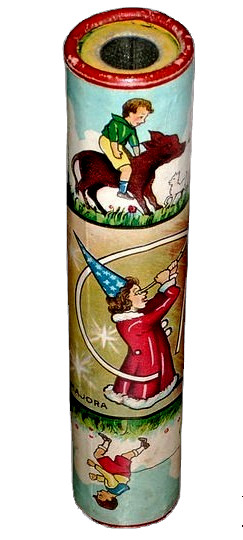
Un caleidoscopio

- Un caleidoscopioSi può sostituire al vetro frontale smerigliato una lente, trasformando lo strumento in una sorta di cannocchiale. L'immagine proveniente dall'esterno va a sostituire i pezzi di vetro, ed è quindi essa che va a riflettersi e origina le forme; può essere inoltre presente una lente sferica più piccola per deformare l'immagine così ottenuta: in questo caso lo strumento prende il nome di taumascopio.
- Gli specchi possono non essere paralleli ma rastremati a un'estremità;
- Possono essere inseriti dei filtri polarizzatori, in modo da variare luminosità e colori ottenuti.
- Al posto dei frammenti di vetro si possono utilizzare dei LED controllati elettronicamente, per garantire una maggiore gamma di colori ottenibili.

## Caleidoscopio come figura retorica
Il "caleidoscopio", in ambito narrativo, è anche una delle figure retoriche accostate all'entrelacement, tipo di narrazione in cui è presente un continuo intreccio di storie, proprio riferito alla molteplicità di figure (immagini) che si possono scorgere in esso.